# Unione Sportiva Cagliari 1965-1966
Questa voce raccoglie le informazioni riguardanti l'Unione Sportiva Cagliari nelle competizioni ufficiali della stagione 1965-1966.

## Stagione
In evidenza nella formazione isolana guidata da Arturo Silvestri i calciatori Gigi Riva (11 reti) e Francesco Rizzo con 10 centri.
In Coppa Italia i rossoblù superano il Novara nel primo turno, ma vengono eliminati nel secondo turno dall'Atalanta che espugna l'Amsicora.

## Rosa

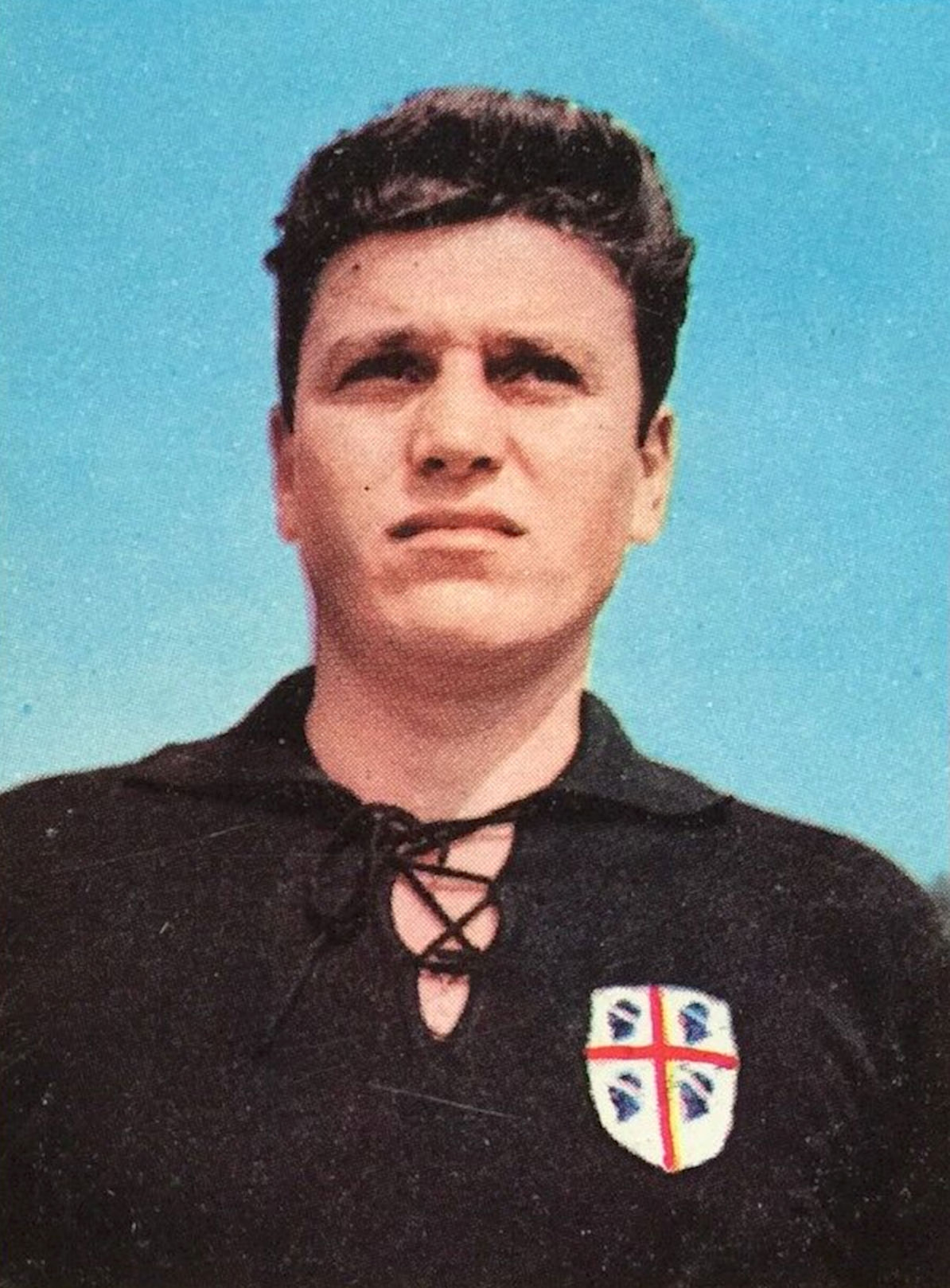
Il neoacquisto Carlo Mattrel, nuovo numero uno della squadra rossoblù

## Calciomercato
| Acquisti | Acquisti               | Acquisti | Acquisti         |
| R.       | Nome                   | da       | Modalità         |
| -------- | ---------------------- | -------- | ---------------- |
| P        | Carlo Mattrel          | Juventus | definitivo       |
| P        | Pietro Pianta          | Atalanta | definitivo       |
| C        | Nené                   | Juventus | rinnovo prestito |
| A        | Giuseppe Longoni       | Modena   | definitivo       |
| A        | Felix Alberto Gallardo | Milan    | rinnovo prestito |

| Cessioni         | Cessioni           | Cessioni | Cessioni      |
| R.               | Nome               | a        | Modalità      |
| ---------------- | ------------------ | -------- | ------------- |
| P                | Angelo Colombo     | Juventus | definitivo    |
| A                | Antonio Congiu     |          | fine carriera |
| Altre operazioni |                    |          |               |
| R.               | Nome               | a        | Modalità      |
| D                | Valeriano Barbiero | Padova   | fine prestito |

## Risultati

### Serie A

#### Girone di andata
| Arbitro: | Pieroni (Roma) |

|            |           |  |
| Haller 19’ | Marcatori |  |

| Arbitro: | Righetti (Torino) |

|          |           |             |
| Riva 30’ | Marcatori | 62’ Cristin |

| Arbitro: | Campanati (Milano) |

|  |           |          |
|  | Marcatori | 89’ Nuti |

| Torino 26 settembre 1965 4ª giornata | Torino             | 0 – 0 | Cagliari | Stadio Comunale\| Arbitro: \| Marengo (Chiavari) \| |
| Arbitro:                             | Marengo (Chiavari) |       |          |                                                     |

| Arbitro: | Angonese (Mestre) |

|           |           |                           |
| Gioia 22’ | Marcatori | 49’ Longoni 86’, 89’ Riva |

| Cagliari 10 ottobre 1965 6ª giornata | Cagliari         | 0 – 0 | Atalanta | Stadio Amsicora\| Arbitro: \| Gonella (Torino) \| |
| Arbitro:                             | Gonella (Torino) |       |          |                                                   |

| Arbitro: | Sbardella (Roma) |

|                    |           |  |
| Longoni 11’ (rig.) | Marcatori |  |

| Arbitro: | De Marchi (Pordenone) |

|                         |           |                        |
| Sormani 62’ Lodetti 71’ | Marcatori | 27’ Rizzo 47’ Gallardo |

| Arbitro: | D'Agostini (Roma) |

|  |           |               |
|  | Marcatori | 69’ Facchetti |

| Arbitro: | Vitullo (Roma) |

|                               |           |  |
| Greatti 1’ Rizzo 27’ Nené 56’ | Marcatori |  |

| Arbitro: | Carminati (Milano) |

|                            |           |          |
| Calvanese 58’ Fantazzi 79’ | Marcatori | 46’ Riva |

| Torino 12 dicembre 1965 12ª giornata | Juventus          | 0 – 0 | Cagliari | Stadio Comunale\| Arbitro: \| Gussoni (Tradate) \| |
| Arbitro:                             | Gussoni (Tradate) |       |          |                                                    |

| Arbitro: | De Marchi (Pordenone) |

|                           |           |  |
| Greatti 10’ Riva 78’, 82’ | Marcatori |  |

| Arbitro: | De Robbio (Torre Annunziata) |

|                             |           |  |
| Cappellaro 4’, 53’ Riva 22’ | Marcatori |  |

| Arbitro: | Gonella (Torino) |

|                                    |           |  |
| Bean 2’ (rig.) Altafini 71’ (rig.) | Marcatori |  |

| Arbitro: | Bernardis (Trieste) |

|                                       |           |  |
| Rizzo 7’, 73’ Cappellaro 20’ Riva 36’ | Marcatori |  |

| Foggia 16 gennaio 1966 17ª giornata | Foggia & Incedit | 0 – 0 | Cagliari | Stadio Pino Zaccheria\| Arbitro: \| Motta (Monza) \| |
| Arbitro:                            | Motta (Monza)    |       |          |                                                      |

#### Girone di ritorno
| Arbitro: | Sbardella (Roma) |

|          |           |                                   |
| Riva 64’ | Marcatori | 20’ Fogli 60’ Micelli 85’ Nielsen |

| Arbitro: | Campanati (Milano) |

|           |           |                |
| Salvi 20’ | Marcatori | 78’ Cappellaro |

| Arbitro: | Genel (Trieste) |

|                 |           |  |
| Hamrin 19’, 71’ | Marcatori |  |

| Arbitro: | Carminati (Milano) |

|                         |           |                 |
| Rizzo 15’, 45’ Riva 89’ | Marcatori | 70’, 74’ Meroni |

| Arbitro: | Acernese (Roma) |

|           |           |              |
| Rizzo 78’ | Marcatori | 65’ Magnaghi |

| Arbitro: | Roversi (Bologna) |

|              |           |  |
| Hitchens 76’ | Marcatori |  |

| Brescia 6 marzo 1966 24ª giornata | Brescia           | 0 – 0 | Cagliari | Stadio Mario Rigamonti\| Arbitro: \| Angonese (Mestre) \| |
| Arbitro:                          | Angonese (Mestre) |       |          |                                                           |

| Arbitro: | De Marchi (Pordenone) |

|                    |           |                                  |
| Longoni 84’ (rig.) | Marcatori | 53’ (aut.) Vescovi 54’ Fortunato |

| Arbitro: | De Robbio (Torre Annunziata) |

|                         |           |  |
| Bedin 63’ Facchetti 88’ | Marcatori |  |

| Arbitro: | D'Agostini (Roma) |

|                               |           |  |
| Innocenti 43’, 73’ Massei 83’ | Marcatori |  |

| Arbitro: | Motta (Monza) |

|                                          |           |             |
| Rizzo 21’ Greatti 28’ Longoni 64’ (rig.) | Marcatori | 53’ Fanello |

| Arbitro: | Genel (Trieste) |

|                        |           |                |
| Visentin 24’ Rizzo 31’ | Marcatori | 49’ Traspedini |

| Arbitro: | Orlando (Bergamo) |

|                                 |           |              |
| Sacco 29’ Bartù 56’ Rozzoni 89’ | Marcatori | 81’ Gallardo |

| Arbitro: | Gussoni (Tradate) |

|             |           |          |
| Vinicio 74’ | Marcatori | 17’ Riva |

| Arbitro: | Di Tonno (Lecce) |

|  |           |                |
|  | Marcatori | 2’, 24’ Sivori |

| Arbitro: | Lo Bello (Siracusa) |

|                    |           |  |
| Vescovi 46’ (aut.) | Marcatori |  |

| Arbitro: | Angonese (Mestre) |

|           |           |  |
| Rizzo 34’ | Marcatori |  |

### Coppa Italia
| Arbitro: | Acernese (Roma) |

|  |           |             |
|  | Marcatori | 63’ Longoni |

| Arbitro: | Di Tonno (Lecce) |

|  |           |                |
|  | Marcatori | 18’ Mereghetti |

## Statistiche

### Statistiche di squadra
| Competizione | Punti    | In casa | In casa | In casa | In casa | In casa | In casa | In trasferta | In trasferta | In trasferta | In trasferta | In trasferta | In trasferta | Totale | Totale | Totale | Totale | Totale | Totale |
| Competizione | Punti    | G       | V       | N       | P       | Gf      | Gs      | G            | V            | N            | P            | Gf           | Gs           | G      | V      | N      | P      | Gf     | Gs     |
| ------------ | -------- | ------- | ------- | ------- | ------- | ------- | ------- | ------------ | ------------ | ------------ | ------------ | ------------ | ------------ | ------ | ------ | ------ | ------ | ------ | ------ |
| Serie A      | 30       | 17      | 9       | 3       | 5       | 27      | 15      | 17           | 1            | 7            | 9            | 9            | 22           | 34     | 10     | 10     | 14     | 36     | 37     |
| Coppa Italia | 2º turno | 0       | 0       | 0       | 0       | 0       | 0       | 2            | 1            | 0            | 1            | 1            | 1            | 2      | 1      | 0      | 1      | 1      | 1      |
| Totale       | -        | 17      | 9       | 3       | 5       | 27      | 15      | 19           | 2            | 7            | 10           | 10           | 23           | 36     | 11     | 10     | 15     | 37     | 38     |

### Statistiche dei giocatori
N.B.: I cartellini gialli e rossi vennero introdotti a partire dal Campionato mondiale di calcio 1970, mentre i giocatori potevano già essere allontanati dal campo per grave fallo di gioco o condotta violenta. Durante la stagione furono allonati dal campo una sola volta Cappellaro, Felix Alberto Gallardo e Rizzo.
| Giocatore       | Serie A  | Serie A | Coppa Italia | Coppa Italia | Totale   | Totale |
| Giocatore       | Presenze | Reti    | Presenze     | Reti         | Presenze | Reti   |
| --------------- | -------- | ------- | ------------ | ------------ | -------- | ------ |
| S. Bertola      | 0        | 0       | 0            | 0            | 0        | 0      |
| R. Cappellaro   | 11       | 4       | 0            | 0            | 11       | 4      |
| P. Cera         | 23       | 0       | 2            | 0            | 25       | 0      |
| A. Gallardo     | 20       | 2       | 1            | 0            | 21       | 2      |
| R. Greatti      | 34       | 3       | 2            | 0            | 36       | 3      |
| M. Longo        | 29       | 0       | 2            | 0            | 31       | 0      |
| G. Longoni      | 29       | 4       | 2            | 1            | 31       | 5      |
| M. Martiradonna | 33       | 0       | 2            | 0            | 35       | 0      |
| C. Mattrel      | 19       | -15     | 1            | -0           | 20       | -15    |
| E. Mazzucchi    | 1        | 0       | 0            | 0            | 1        | 0      |
| Nenè            | 28       | 1       | 2            | 0            | 30       | 1      |
| C. Niccolai     | 1        | 0       | 1            | 0            | 2        | 0      |
| P. Pianta       | 16       | -22     | 1            | -1           | 17       | -23    |
| L. Riva         | 34       | 11      | 2            | 0            | 36       | 11     |
| F. Rizzo        | 33       | 10      | 2            | 0            | 35       | 10     |
| E. Spinosi      | 0        | 0       | 0            | 0            | 0        | 0      |
| M. Tiddia       | 13       | 0       | 1            | 0            | 14       | 0      |
| R. Vescovi      | 31       | 0       | 1            | 0            | 32       | 0      |
| B. Visentin     | 20       | 1       | 1            | 0            | 21       | 1      |